# نئوس ژولیوس آگریکولا
نئوس ژولیوس آگریکولا ((به لاتین: Gnaeus Julius Agricola)؛ ۱۳ ژوئن ۴۰ – ۲۳ اوت ۹۳ (۵۳ سالگی)) فرماندهٔ نظامی اهل امپراتوری روم بود و در فتح بریتانیا نقش اصلی را داشت.
آگریکولا فعالیت نظامی خود را در بریتانیای روم تحت فرماندهی گایوس سوئتونیوس پالینوس آغاز کرد. او در سال ۶۴ در استان رومی «آسیا» به‌عنوان کوایستور، در سال ۶۶ به‌عنوان تریبون مردم و در سال ۶۸ به‌عنوان پرایتور منصوب شد. او در طی سال چهار امپراتور از وسپاسیان پشتیبانی کرد و زمانی که وسپاسیان به امپراتوری رسید، آگریکولا را به فرماندهی نظامی بریتانیا منصوب کرد. در سال ۷۳ در رم به طبقهٔ پاتریسی‌ها ارتقاء یافت. با ارتش رم در آنچه در حال حاضر ولز و انگلستان شمالی است پیروز شد و مرزهای روم را به شمال اسکاتلند گسترش داد. آگریکولا استحکامات زیادی در قلمرو تحت فرمانش به وجود آورد. وی در ۸۵ سالگی پس از یک خدمت طولانی و غیرمعمول از بریتانیا به رم خوانده شد و از آن پس از زندگی نظامی و دولتی بازنشسته شد.